# Cmentarz wojenny nr 281 – Dębno

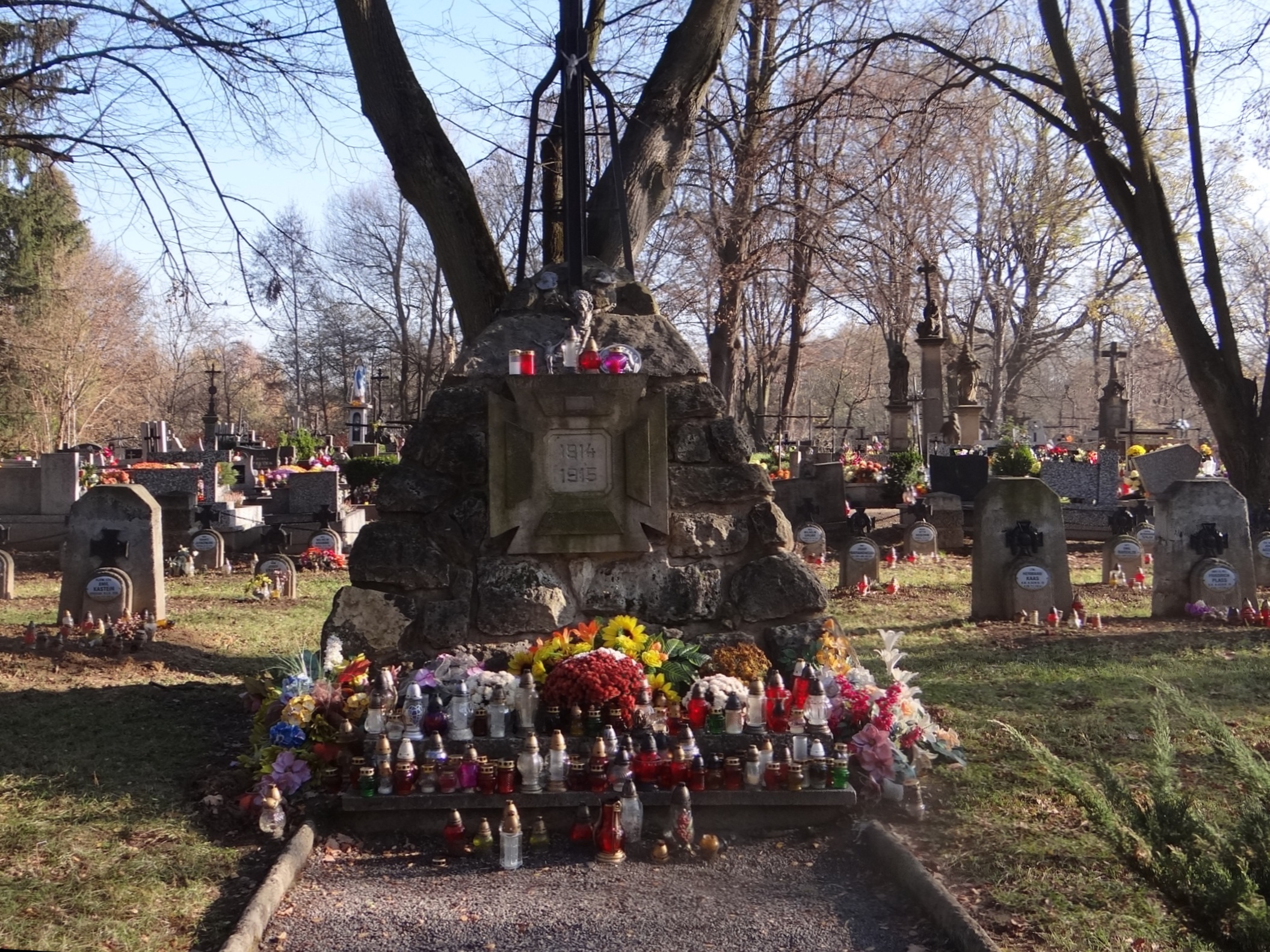
Pomnik

Cmentarz wojenny nr 281 – Dębno – cmentarz z I wojny światowej znajdujący się we wsi Dębno w województwie małopolskim, w powiecie brzeskim, w gminie Dębno. Jest jednym z 400 zachodniogalicyjskich cmentarzy wojennych zbudowanych przez Oddział Grobów Wojennych C. i K. Komendantury Wojskowej w Krakowie. W VIII okręgu brzeskim cmentarzy tych jest 52.

## Położenie
Cmentarz wojenny znajduje się na cmentarzu parafialnym w Dębnie, po lewej stronie drogi prowadzącej od drogi krajowej nr 4 do Zamku w Dębnie. Zamek znajduje się po prawej stronie tej drogi, cmentarz naprzeciwko, po lewej. Złożony jest z dwóch kwater; głównej, na której pochowano żołnierzy armii austriackiej i niemieckiej, oraz drugiej, mniejszej, na której pochowano żołnierzy armii rosyjskiej.

## Historia
Pochowano tutaj żołnierzy armii austro-węgierskiej, niemieckiej i rosyjskiej, którzy zginęli w walkach na okolicznych terenach w listopadzie i grudniu 1914 roku oraz od stycznia do maja 1915 roku. Front przechodził tędy dwukrotnie; w listopadzie 1914 roku armia rosyjska zajęła te tereny, w 1915 roku natomiast, po zwycięstwie połączonych sił austriackich i niemieckich w bitwie pod Krakowem i bitwie pod Limanową wojska rosyjskie wycofywały się na wschód, broniąc linii kolejowej Przemyśl – Bochnia. Na okolicznych polach znajdowały się okopy i transzeje. Ogółem na cmentarzu pochowano:
- 31 żołnierzy armii austriackiej,
- 9 żołnierzy armii niemieckiej,
- 25 żołnierzy armii rosyjskiej.

Zidentyfikowano 28 żołnierzy.

## Opis cmentarza
Większa kwatera żołnierzy armii austriackiej i niemieckiej znajduje się po prawej stronie głównej alejki cmentarza. Jest na niej pomnik, mający murowany z kamienia piramidalny cokół, na którym umieszczono wysoki metalowy krzyż. Na cokole znajduje się duży krzyż maltański z datami 1914, 1915. W rzędach rozmieszczono nagrobki z betonowymi stelami. Są dwa rodzaje steli; większe, na czołowej ścianie których zamontowano żeliwny krzyż maltański z wieńcem laurowym i blaszaną tabliczkę imienną, oraz mniejsze zwieńczone żeliwnym krzyżem maltańskim, również z tabliczką imienną. Ogrodzenie stanowią betonowe słupki pomiędzy którymi rozpięto gruby łańcuch. Wejście przez dwuskrzydłową metalową furtkę. Na cmentarzu rośnie kilka nasadzonych drzew.
Na kwaterze żołnierzy rosyjskich nagrobki posiadają krzyż dwuramienny (prawosławny).

## Losy cmentarza
W okresie Polski międzywojennej cmentarz jako nowy był jeszcze w dobrym stanie. Po II wojnie ranga cmentarza w świadomości społeczeństwa i ówczesnych władz zmalała, przybyły bowiem nowe, świeższe cmentarze i dramatyczne historie nowej wojny. Młodzież szkolna uporządkowywała cmentarz przed dniem Wszystkich Świętych i zapalała znicze, jednak cmentarz ulegał w naturalny sposób niszczeniu przez czynniki pogody i roślinność. Dopiero od lat 80. zaczęto bardziej dbać o cmentarze z I wojny światowej. Cmentarz odnowiono i jest pielęgnowany.